# Listen to Your Heart (album)
Listen to Your Heart is het debuutalbum van de Belgische eurodanceact DHT. Het bevat de singles "Listen to Your Heart" (een cover van Roxette), "My Dream", "Driver's Seat" (een cover van Sniff 'n' the Tears), "Someone", "I Go Crazy" (een cover van Paul Davis) en "I Miss You". Ook is er "I Can't Be Your Friend", oorspronkelijk opgenomen door de kortstondige countrymuziekband Rushlow op hun album Right Now uit 2003, terwijl "At Seventeen" eerder werd opgenomen door Janis Ian.
Flor Theeuwes schreef in het albumboekje dat de band meerdere mixen van elk nummer wilde opnemen: "Als je maar één mix van een nummer hebt, is het gemakkelijk om het op een album te zetten, maar in ons geval hebben we uren besteed aan het beslissen welke mix om op het album te gebruiken." Samen met Amnesty International is er ook een video gemaakt voor "My Dream".

## Personeel
- Edmée Daenen (Edmée) - zangeres
- Flor Theeuwes (Da Rick) - arrangeur, producent, piano, keyboard, programmering, achtergrondzang
- Jeffrey Vissers - arrangeur, producent
- Serge Ramaekers - arrangeur, producent
- Jan Vervloet (Thunder Deejay) - arrangeur, producent
- Tommy Debie (Da Boy Tommy) - arrangeur, producent
- Bart Wierzbicki - arrangeur, producent
- Marc Cortens – gitaar
- Karl Stroobants – viool
- Giuseppe D. – drumcomputer, programmering

## Singles
- "Listen to Your Heart" (2003/2004)
- "My Dream" (2004)
- "Driver's Seat" (2005)
- "Someone" (2006)
- "I Go Crazy" (2006)
- "I Miss You" (2007)

## Tracklijst

### Standaard-/Australische editie
1. "Listen to Your Heart" (Furious F.EZ Radio Edit) – 3:11
2. "I Go Crazy" – 3:44
3. "At Seventeen" – 4:08
4. "I Miss You" – 3:52
5. "Someone" – 3:13
6. "Driver's Seat" – 2:51
7. "I Can't Be Your Friend" – 4:08
8. "My Dream" – 3:54
9. "Sun" – 3:09
10. "Why" – 3:20
11. "Depressed" – 5:30
12. "Listen to Your Heart" (Edmée's Unplugged Vocal Edit) – 3:46

### Internationale/Amerikaanse editie
1. "Listen to Your Heart" (Furious F.EZ Radio Edit) – 3:48
2. "I Go Crazy" – 3:44
3. "At Seventeen" – 4:08
4. "I Miss You" – 3:52
5. "Someone" – 3:13
6. "Driver's Seat" – 2:51
7. "I Can't Be Your Friend" – 4:08
8. "My Dream" – 3:54
9. "Sun" – 3:09
10. "Why" – 3:20
11. "Depressed" – 5:30
12. "Listen to Your Heart" (Edmée's Unplugged Vocal Edit) – 4:28

### Belgische editie
1. "Listen to Your Heart" (Furious E.Z. Radio Edit) – 3:50
2. "I Go Crazy" – 3:44
3. "At Seventeen" – 4:08
4. "I Miss You" – 3:52
5. "Someone" – 3:13
6. "Driver's Seat" (Unplugged) – 2:51
7. "I Can't Be Your Friend" – 4:08
8. "My Dream" (Easy Dream Mix) – 3:54
9. "Sun" (Tuh Duhduh Tuh Tuh) – 3:09
10. "Why" (Jan Vervloet Club Edit) – 3:20
11. "Depressed" (Jaque LA Moose Remix) – 5:32
12. "Listen to Your Heart" (Edmée's Unplugged Vocal Edit) – 4:29

### Unplugged editie
1. "Listen to Your Heart" (Edmée's Unplugged Vocal Edit) – 4:30
2. "I Go Crazy" – 3:44
3. "At Seventeen" (Unplugged) – 4:29
4. "I Miss You" (Ballade) – 4:11
5. "Someone" (Unplugged) – 3:51
6. "Driver's Seat" (Unplugged) – 2:51
7. "I Can't Be Your Friend" (Guitar Session) – 3:03
8. "My Dream" (Easy Dream Mix) – 3:54
9. "Sun" (On the Beach) – 3:17
10. "Why" (Unplugged) – 3:22
11. "What If?" – 3:36

### Dance editie
1. "Listen to Your Heart" (Hardbounze Single Edit) – 3:29
2. "I Go Crazy" (Hardbounze Edit) – 4:09
3. "At Seventeen" – 4:08
4. "I Miss You" (Furious F. Single Edit) – 4:02
5. "Someone" (DHT UK Edit) – 3:06
6. "Driver's Seat" (Hardbounze Single Edit) – 3:20
7. "I Can't Be Your Friend" (Harbounze Single Edit) – 3:34
8. "My Dream" (Wirzbicky Trance Edit) – 3:37
9. "Sun" (Tuh Duhduh Tuh Tuh) – 3:09
10. "Why" (Furious F. Single Edit) – 3:22
11. "Depressed" (Jacques LA Moose Remix) – 5:32

### Japanse editie
1. "Listen to Your Heart" (Furious F. Ez Radio Edit) – 3:48
2. "I Go Crazy" – 3:44
3. "At Seventeen" – 4:08
4. "I Miss You" – 3:52
5. "Someone" – 3:11
6. "Driver's Seat" – 2:52
7. "I Can't Be Your Friend" – 4:08
8. "My Dream" – 3:53
9. "Sun" – 3:09
10. "Why" – 3:20
11. "Depressed" – 5:32
12. "Listen to Your Heart" (Edmée's Unplugged Vocal Edit) – 4:28
13. "Listen to Your Heart" (DJ Uto Radio Edit) – 4:11
14. "Listen to Your Heart" (DJ Joker's Harmony Mix Radio Edit) – 4:13
15. "Listen to Your Heart" (DJ Manian Remix Radio Edit) – 3:12
16. "Listen to Your Heart" (Friday Night Posse Remix Radio Edit) – 4:34
17. "Listen to Your Heart" (Rob Mayth Remix Radio Edit) – 3:40

## Internationale versies
- Op de Unplugged-versie wordt "Depressed" vervangen door "What If".
- De Japanse versie bevat de volgende remixen:
  - "Listen to Your Heart" (DJ Uto Remix Radio Edit) - 4:11
  - "Listen to Your Heart" (DJ Joker's Remix Radio Edit) - 4:13
  - "Listen to Your Heart" (DJ Manian Remix Radio Edit) - 3:12
  - "Listen to Your Heart" (Friday Night Posse Remix Radio Edit) - 4:34
  - "Listen to Your Heart" (Rob Mayth Remix Radio Edit) - 3:40

## Overige versies
Op 12 augustus 2006 werd het album opnieuw uitgegeven onder de titel Listen to Your Heart [Dance & Unplugged] (2-disc versie).

## Hitlijsten
Posities in de hitlijsten
- SNEP (Frankrijk): nummer 53[1]
- Billboard 200 (Amerika): nummer 78[2]
- Dance/Electronic Albums (Amerika): nummer 2[3]